# Нелофер Пазира
Нелофер Пазира (Nelofer Pazira, 1973 г. р., Afghanistan, Kabul) — афгано-канадская кинорежиссёр и журналистка.

## Биография
Родилась в Индии, где её отец работал тогда в ВОЗ. Выросла в Кабуле. В 1989 году её семья бежала в Пакистан, а оттуда год спустя эмигрировала в Канаду. Ныне Нелофер Пазира проживает в Торонто, сотрудничает с Канадской телерадиовещательной корпорацией.
Получила степень бакалавра в области журналистики и англ. лит-ры в Карлтонском университете в Оттаве (1997) и степень магистра по антропологии и социологии и религии в Университете Конкордия в Монреале.
В 1998 году Н. Пазира предприняла безуспешную попытку попасть в талибанский Афганистан чтобы спасти подругу детства. На основе этих событий был снят фильм 2001 года «Кандагар», в котором Н. Пазира сыграла главную роль.
В том же 2001 году она основала собственную кинокомпанию с таким же названием (Kandahar Films).
В 2004 году основала благотворительный фонд Dyana Afghan Women’s Fund.
В 2005 году Н. Пазира выпустила книгу воспоминаний о жизни своей семьи в Кабуле в годы советского присутствия в Афгнистане. Книга была отмечена канадской лит. премией en:Drainie-Taylor Biography Prize.
В 2007—2009 гг. Нелофер Пазира — президент PEN Canada.
Удостоена почётной степени доктора права от альма-матер — Карлтонского университета (2006), а также почётной степени доктора словесности от Thompson Rivers University.